# Campionato brasiliano di rugby a 15 2007
Il Campionato brasiliano di rugby 2007 (Campeonato brasileiro de rugby de 2007 in portoghese) è stata una competizione promossa dalla ABR (Associação Brasileira de Rugby). 
Il torneo previsto con otto squadre partecipanti è stato ridotto a sei per l'esclusione delle società São Paulo Athletic Club (SPAC) e Pasteur Athletique Club.
La squadra vincitrice è stata il São José Rugby Clube di São José dos Campos, che ha conquistato il suo quarto titolo.

## Squadre partecipanti
| Squadra      | Città               | Stato          |
| ------------ | ------------------- | -------------- |
| Bandeirantes | San Paolo           | San Paolo      |
| Curitiba     | Curitiba            | Paraná         |
| Desterro     | Florianópolis       | Santa Catarina |
| Niterói      | Niterói             | Rio de Janeiro |
| Rio Branco   | San Paolo           | San Paolo      |
| São José     | São José dos Campos | San Paolo      |

## Incontri

### 1 Giornata
| São José dos Campos 11 agosto | São José | 30 – 23 | Niterói | Toca do Leão |

| Curitiba 11 agosto | Curitiba | 16 – 15 | Desterro | Centro de Capacitação Esportiva de Tarum |

| San Paolo 11 agosto | Rio Branco | 9 – 10 | Bandeirantes | Centro Olímpico de São Paulo |

### 2 Giornata
| Florianópolis 18 agosto | Desterro | 10 – 24 | Rio Branco | Campo do CEFET |

| Niterói 18 agosto | Niterói | 45 – 3 | Curitiba | Campus da UFF (Gragoatá) |

| San Paolo 18 agosto | Bandeirantes | 3 – 25 | São José | Centro Olímpico de São Paulo |

### 3 Giornata
| São José dos Campos 1º settembre | São José | 62 – 15 | Desterro | Centro Poliesportivo |

| Niterói 1º settembre | Niterói | 25 – 21 | Bandeirantes | Campus da UFF (Gragoatá) |

| São Roque 1º settembre | Rio Branco | 43 – 10 | Curitiba | Clube de Campo Paraíso Verde |

### 4 Giornata
| Curitiba 15 settembre | Curitiba | 6 – 21 | Bandeirantes | Associação Viking |

| Florianópolis 15 settembre | Desterro | 16 – 34 | Niterói | Campo do CEFET |

| São Roque 15 settembre | Rio Branco | 20 – 18 | São José | Clube de Campo Paraíso Verde |

### 5 Giornata
| São José dos Campos 29 settembre | São José | 93 – 3 | Curitiba | Centro Poliesportivo |

| Niterói 29 settembre | Niterói | 9 – 21 | Rio Branco | Campus da UFF (Gragoatá) |

| São Roque 29 settembre | Bandeirantes | 40 – 16 | Desterro | Clube de Campo Paraíso Verde |

## Classifica
| Pos | Squadra      | G | V | N | P | PF+ | PS- | +/-  | B | PT |
| --- | ------------ | - | - | - | - | --- | --- | ---- | - | -- |
| 1   | São José     | 5 | 4 | 0 | 1 | 228 | 64  | 164  | 5 | 21 |
| 2   | Rio Branco   | 5 | 4 | 0 | 1 | 119 | 57  | 62   | 3 | 19 |
| 3   | Niterói      | 5 | 3 | 0 | 2 | 136 | 91  | 45   | 3 | 15 |
| 4   | Bandeirantes | 5 | 3 | 0 | 2 | 65  | 105 | -40  | 2 | 14 |
| 5   | Curitiba     | 5 | 1 | 0 | 4 | 38  | 219 | -181 | 0 | 4  |
| 6   | Desterro     | 5 | 0 | 0 | 5 | 96  | 146 | -50  | 1 | 1  |